# 2033 Базель
2033 Базель (2033 Basilea) — астероїд головного поясу, відкритий 6 лютого 1973 року.
Тіссеранів параметр щодо Юпітера — 3,624.